# Samdo-dong, Jeju
Samdo-dong (koreanska: 삼도동) är en stadsdel i staden Jeju på norra delen av ön Jeju och provinsen Jeju i den södra delen av Sydkorea, 500 km söder om huvudstaden Seoul. 
Administrativt är Samdo-dong indelat i:
| Namn    | Namn             | Yta i km² | Invånare 31 dec 2018 |
| ------- | ---------------- | --------- | -------------------- |
| 삼도1동 | Samdo 1(il)-dong | 0,87      | 14 345               |
| 삼도2동 | Samdo 2(i)-dong  | 0,84      | 8 662                |